# Carrick-on-Suir
Pour les articles homonymes, voir Carrick.
Carrick-on-Suir (en irlandais : Carraig na Siúire, littéralement : « rocher sur la Suir ») est une ville du comté de Tipperary en Irlande.
La ville est située sur le fleuve Suir, à 21 km à l'est de Clonmel, et 27 km au nord-ouest de Waterford.
En 2016, la ville de Carrick-on-Suir compte 5 771 habitants.

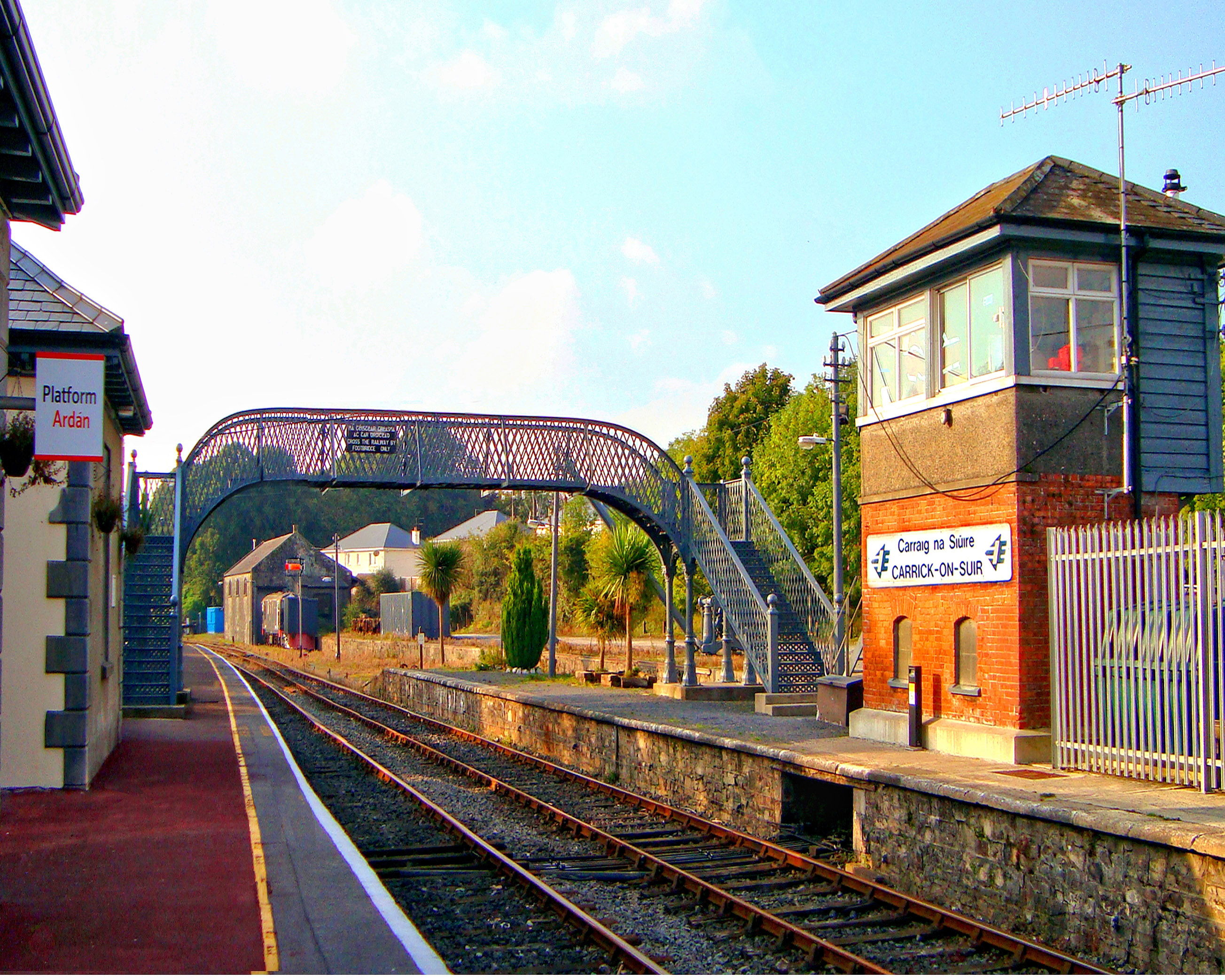
Gare de Carrick-on-Suir avec un panneau bilingue.